# チュルボメカ
チュルボメカ（フランス語：Turboméca）は、現在のサフラン・ヘリコプター・エンジンズの前身であり、フランス共和国ボルドーに本社を置き、小型〜中型のガスタービンエンジンやターボシャフトエンジンを生産していた会社。ヘリコプター向けエンジンの会社として著名。航空機や誘導弾向けだけでなく、陸上車両向け、産業用、船舶用にもガスタービン機関を供給している。2001年9月、スネクマグループ（現在はサフラングループ）の傘下に入り、2016年にサフラン・ヘリコプター・エンジンズへ社名変更が行われた。
他に日本語表記は、チュルボメカの日本法人であるターボメカ・ジャパン株式会社（現：サフラン・ヘリコプター・エンジンズ・ジャパン株式会社）によるターボメカがある。

## 歴史
1938年、ヨーゼフ・シドロフスキーによって設立された。チュルボメカ社は1950年に推力1.6kNの小型の遠心式ターボジェット｢パラス｣の生産を開始した。パラスはイギリスのブラックバーン・ジェネラル・エアクラフト社とアメリカ合衆国のコンチネンタル・モーターズ社でも生産された。
1957年からはバスタン　ターボプロップがノール262旅客機用に生産された。
系列のロールス・ロイス・チュルボメカ社は1968年にSEPECAT ジャギュア攻撃機向けにアドーアジェットエンジンを開発、生産する為に設立された。同社は更にRTM322ターボシャフトエンジンをアグスタウェストランド EH101や、NHI NH90、ウエストランド WAH-64に供給している。

## エンジン

### ターボシャフト／ターボプロップ
運転回転域の広い遠心式圧縮機を主に使用する。なお製品名は大抵ピレネー山脈を構成するの山の名前に因む。
- アリエル
- アリウス
- アルトウステ
- アスタゾウ
- マキラ
- TM 333
- テュルモ
- HAL/チュルボメカ シャクティ - HALとの共同開発
- MTR390 - MTU 、ロールス・ロイスとの共同開発
- RTM322 - ロールス・ロイスとの共同開発

### ターボジェット
- マルボレ
- パラス
- アドーア- ロールス・ロイスとの共同開発